# Centro trasmittente di Torino Eremo

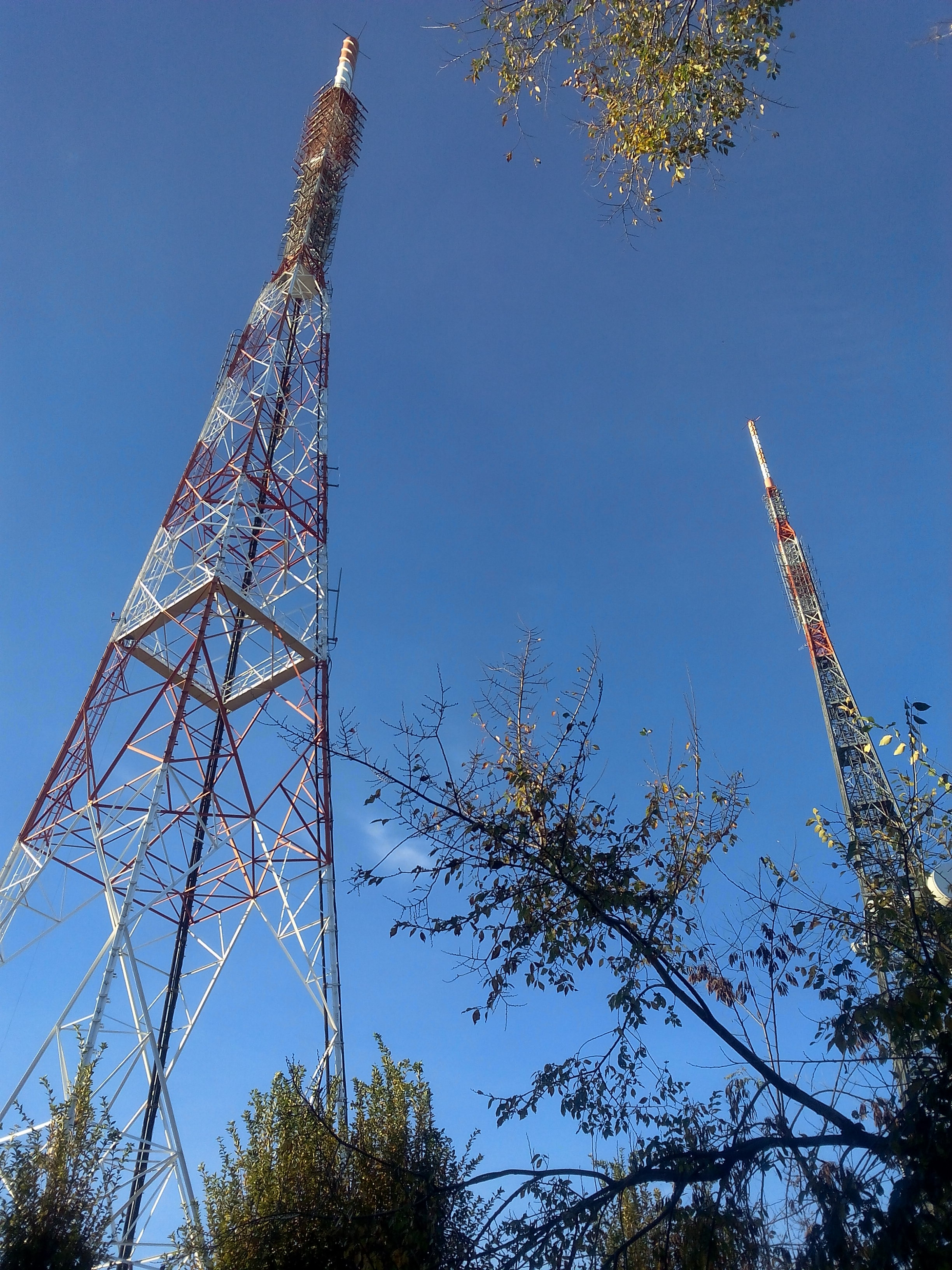
Le antenne del Centro trasmittente

Il Centro trasmittente di Torino Eremo è stata la prima postazione televisiva della Rai, che deve parte della sua fama al fatto che fino al 7 ottobre 2009, data dello switch-off, il canale analogico di Rai 1 trasmetteva sul canale 82,25 MHz (Canale C), frequenza per molto tempo irregolare per le teletrasmissioni.
Il centro trasmittente si divide in due: Torino Eremo e Colle Maddalena. Nel primo ci sono i trasmettitori Rai, nel secondo centro ci sono quelli di Mediaset, Persidera e TV locali.

## Storia
Il trasmettitore principale, quello del canale C, fu costruito nella prima metà del XX secolo dall'esercito degli Stati Uniti per prove militari. Nel 1945, alla fine della seconda guerra mondiale, il trasmettitore rimase inutilizzato fino a qualche anno dopo, quando la futura Rai iniziò a utilizzarlo per le prove tecniche di trasmissione. In precedenza, nel 1929, l'EIAR, per iniziativa dell'ingegnere Alessandro Banfi aveva effettuato a Torino le sue trasmissioni sperimentali televisive.
Nel 1954, insieme ad alcuni centri di trasmissione in Italia, Torino Eremo iniziò l'irradiazione del Programma Nazionale, sulla frequenza 82,25 MHz (il cosiddetto canale C); questa frequenza era però destinata ai radiotelefoni statali. Dopo poco tempo il segnale iniziò a interferire con alcuni mezzi di comunicazione, e di conseguenza la potenza venne ridotta per evitare disturbi sui radiotelefoni. Per ovviare ai problemi di ricezione all'utenza, dovuti all'abbassamento di potenza, venne attivata una frequenza in banda V UHF sul canale 55, che è rimasta attiva fino allo switch off, in sostituzione dell'ormai obsoleto canale C che avrebbe dovuto essere spento (trattandosi di una frequenza "irregolare"). Tuttavia il canale C continuò a svolgere tranquillamente il suo lavoro (pur rimanendo perennemente con l'audio in monofonia) affiancato al 55 UHF fino allo switch-off del 2009.
Nell'estate del 2020 è stato demolito lo storico traliccio-antenna trasmittente di Rai Radio 1; l'antenna era la più piccola della terna che costituiva il centro Rai. Fino allo spostamento del servizio presso il centro onde medie di Volpiano (TO) a 999 kHz, il terzo traliccio dell'Eremo trasmetteva Radio 1 a 657 kHz.